# Gothaer Tafelaltar

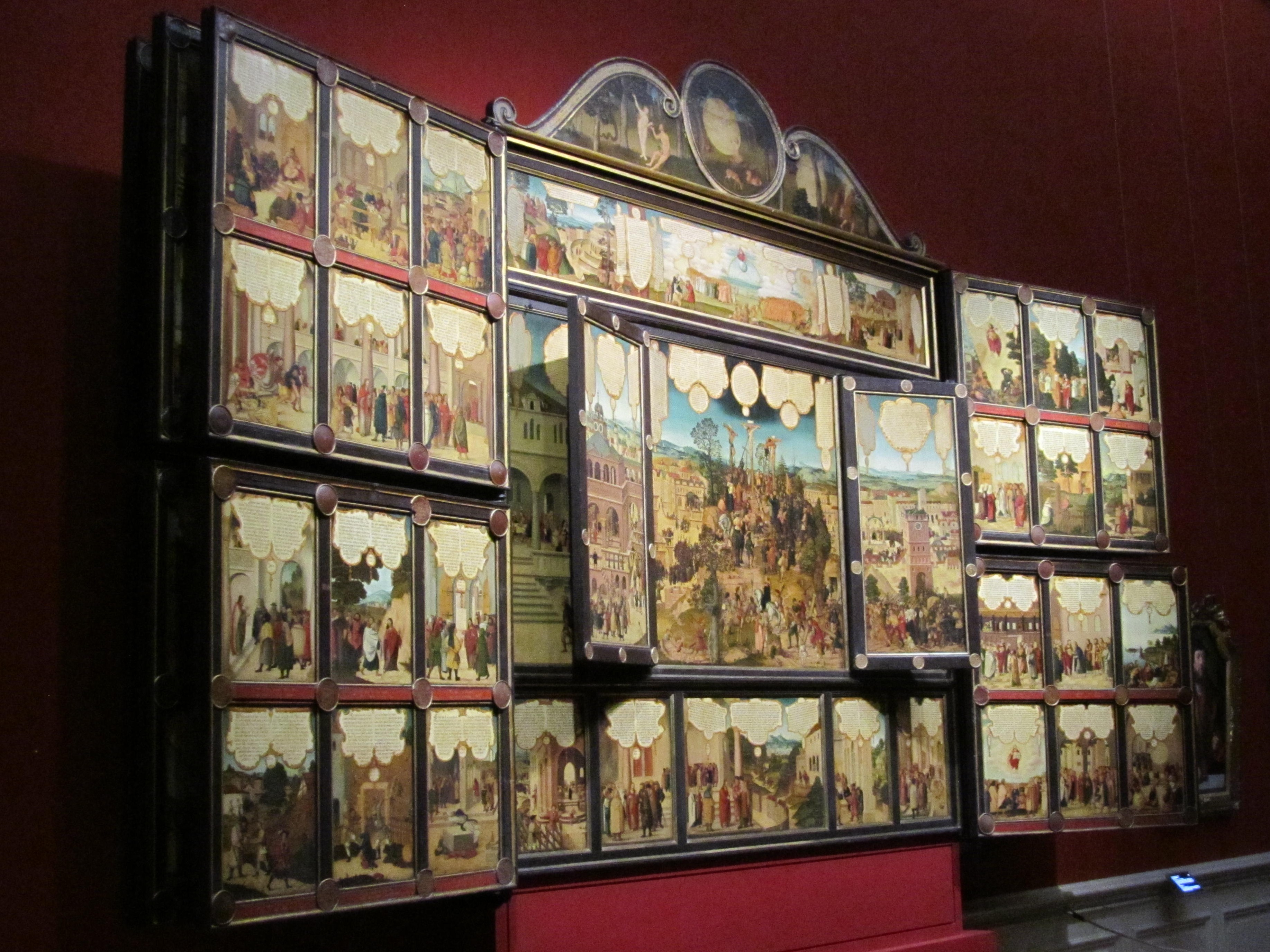
Der vollständig geöffnete Gothaer Tafelaltar

Der Gothaer Tafelaltar, eines der bedeutendsten Werke der Reformationszeit und mit 162 Einzeltafeln zugleich das umfangreichste Tafelwerk der altdeutschen Tafelmalerei, entstand um 1538 im Stil der Renaissance und wird dem Herrenberger Maler Heinrich Füllmaurer und seinem Umkreis zugeschrieben. Das Polyptychon besteht aus einem Mittelteil, zwei Standflügeln und vierzehn beweglichen Flügeln, die insgesamt fünf Schauseiten ermöglichen. In 157 Gemälden, die rund 290 Einzelszenen enthalten, wird Leben und Wirken von Jesus Christus in Wort und Bild geschildert. Es handelt sich um eine Evangelienharmonie mit synoptischen Gegenüberstellungen, beruhend auf der Bibelübersetzung des Reformators Martin Luther aus dem Jahr 1522 und der 1526 veröffentlichten Evangelienharmonie von Jakob Beringer. Wahrscheinlich stand der Theologe Kaspar Gräter dem Maler beratend zur Seite. Seit Mitte des 17. Jahrhunderts ist der Flügelaltar in Schloss Friedenstein in Gotha beheimatet.

## Geschichte
Der Gothaer Tafelaltar, der nach seinem gegenwärtigen Standort benannt ist, ist um 1538 entstanden und hat um 1540 im Mömpelgarder Altar einen Nachfolger mit weitgehend identischem Bildprogramm. Das Gothaer Werk hat zwar die Gestalt eines Flügelaltars, aber ob es je in einer Kirche aufgestellt war oder für eine solche geschaffen wurde, ist umstritten. Der Kunsthistoriker Frank Muller vermutet, dass Herzog Ulrich von Württemberg den Altar für die Stuttgarter Stiftskirche in Auftrag gegeben habe. Bei Herbert von Hintzenstern gibt es die Überlegung, ob der Altar eine Art Kanzel mit Anschauungsmaterial für Bibelstunden gewesen sein könnte. Timo Trümper von der Stiftung Schloss Friedenstein hingegen hält es für wahrscheinlich, dass Herzog Ulrich das Polyptychon nicht für eine Kirche, sondern als Lehrtafel für seine Residenz anfertigen ließ, zur Erziehung der Prinzen und um den protestantischen Glauben seiner Familie zu stärken. Als Mitgift oder in Form einer Erbschaft sei der Altar dann in herzoglichen Privatbesitz nach Gotha gelangt.
Die früheste Notiz über den Altar findet sich im ersten Inventarverzeichnis des Schlosses Friedenstein in Gotha, das 1648/58 angelegt wurde. Damals befand er sich in den Privaträumen von Herzog Ernst I. von Sachsen-Gotha und war bereits in seine Einzelteile zerlegt, die als Wandbehang und Paravent Verwendung fanden. Der ursprüngliche Zustand geriet völlig in Vergessenheit. Im Jahr 1852 wurde das Kunstwerk in Dresden von Restauratoren der dortigen Gemäldegalerie unter Leitung von Julius Schnorr von Carolsfeld restauriert. Vom Schloss Friedenstein wurden die Einzelteile 1879 ins Herzogliche Museum überstellt und dort in neuen Kombinationen der Öffentlichkeit präsentiert.
Erst 1930 fand die Museumsangestellte Elsa Lipken-Kunz heraus, wie die originale Gestalt dieses Kunstwerks beschaffen war und veröffentlichte ihre Erkenntnisse; doch es dauerte noch bis 1957, bis es in dieser Form auch rekonstruiert wurde. Als erste umfangreiche Publikation erschien 1939 eine Dissertation von Harry Kieser über das Retabel. Kriegsbedingt gelangte es 1945 in die Sowjetunion, kehrte aber 1957 nach Gotha zurück. Nur die zwei Standflügel blieben im Puschkin-Museum in Moskau.
Der Gothaer Tafelaltar befindet sich seit 2013 im neu eröffneten Herzoglichen Museum Gotha, wurde 2015/16 für das Reformationsjubiläum 2017 umfassend restauriert und anschließend zu einer Ausstellung nach Minneapolis geschickt.
Im Jahr 2021 bemüht sich die Stadt Gotha um eine Rückkehr der Standflügel aus dem Puschkin-Museum.

## Gothaer Tafelaltar und Mömpelgarder Altar
Weder der Gothaer Tafelaltar noch der Mömpelgarder Altar ist signiert, sie beinhalten auch keine Wappen oder Stifterbildnisse. Nachdem sie lange Zeit anderen Meistern zugeschrieben worden waren, fand der Kunsthistoriker Werner Fleischhauer 1971 heraus, dass als Schöpfer beider Altäre nur Heinrich Füllmaurer mit seiner Werkstatt und mit Malern aus seinem Umkreis infrage kommen kann. Auf Tafel 23 des Gothaer Altars hat Füllmaurer seine Heimatstadt Herrenberg im Hintergrund gemalt. Heinrich Modern hatte 1896 als Maler für beide Altäre Hans Leonhard Schäufelein genannt. Harry Kieser schrieb sie 1939 Matthias Gerung zu. Andere sahen Albrecht Dürer, Lukas Cranach den Älteren, Barthel Beham oder den Meister von Messkirch als Schöpfer der beiden Altäre.
Beide Polyptychen werden als eine Art Bilderpredigt oder als große Bilderbibel bezeichnet, die man wie ein Buch lesen kann. Der protestantische Ursprung der Altäre wird in mehrfacher Hinsicht deutlich: Auf den Bildern werden – getreu dem reformatorischen Grundsatz der sola scriptura – auch Bibeltexte wiedergegeben. Auf Heiligenscheine wird verzichtet, Szenen aus den Apokryphen oder Heiligenlegenden werden nicht dargestellt, aber neue Motive eingeführt wie Illustrationen von Gleichnissen und von Ausschnitten aus der Bergpredigt. Zuweilen bedient sich der Maler antikatholischer Polemik wie bei der mit einer Tiara gekrönten Hure Babylon auf Tafel 49 des Gothaer Altars. Haupt- und Nebenszenen finden sich in stets etwas abgewandelter Form im jeweils anderen Altar wieder. Werke von Lucas Cranach und Barthel Beham, Druckgraphik-Zyklen von Albrecht Dürer und Hans Schäufelein dienten als Orientierungshilfen, ebenso der Herrenberger Altar von Jörg Ratgeb und seine Wandmalereien von 1514 bis 1518 im Karmeliterkloster in Frankfurt am Main, die auch als Vorbild für die Text-Bild-Kombinationen gelten. Füllmaurers Altäre stehen am Anfang einer Entwicklung in Württemberg, die sich dann in Emporenbildern, Kanzeln und Epitaphien fortsetzt.

## Beschreibung
Der Altar ist aus Tannenholz gefertigt und enthält einen feststehenden Mittelteil mit einer Bekrönung und einem kleinen Flügelpaar, mit dem das zentrale Bildfeld mit der Kreuzigung Jesu verdeckt werden kann. Ursprünglich waren am Mittelteil drei bewegliche Flügelpaare angebracht, die im 17. Jahrhundert horizontal halbiert wurden, sodass daraus sechs Flügelpaare geworden sind, also für jede Wandlung zwei Flügelpaare geöffnet werden müssen. Zusätzlich gab es ein Standflügelpaar, das sich aber seit 1945 im Puschkin-Museum in Moskau befindet. Mit Ausnahme der Standflügel sind alle Flügel beidseitig bemalt. Die Flügel ermöglichen vier Wandlungen und somit fünf Schauseiten des Altars.
Der geöffnete Altar hat eine Spannweite von 418 cm. Der Mittelteil mit der Bekrönung misst 252,4 × 210 cm, seine beiden kleinen Flügel 99,5 × 49 cm. Die 12 Seitenflügel haben die Maße 98 × 105 cm; die Standflügel erreichen nicht die ursprüngliche Höhe der Seitenflügel vor ihrer Halbierung, sondern sind um etwa 30 cm kleiner. Jeder Seitenflügel enthält in zwei Reihen je drei Bildtafeln, 40 × 27 cm groß. Die Gemälde im Mittelteil haben unterschiedliche Formate, wobei das Bild mit der Kreuzigung Jesu 96 × 91 cm misst. Inklusive der zwei Darstellungen auf den Standflügeln enthält der Altar 162 Bilder mit rund 290 Einzelszenen.
Im oberen Drittel eines jeden Bildes stehen die entsprechenden Bibeltexte in deutscher Sprache in von goldenen Kartuschen umrahmten weißen Inschriftfeldern. Als Vorlage diente die Evangelienharmonie von Jakob Beringer. Unterhalb der Texte sind in Medaillons die dazugehörigen Kapitelangaben zu finden. Versangaben fehlen, da die Einteilung der Kapitel des Neuen Testaments in Verse erst ein Jahrzehnt später eingeführt wurde. Die meisten Bilder enthalten mehrere Szenen, auch Christus ist oft nicht nur einmal auf einem Bild zu sehen. Am unteren Rahmen von jedem Bild fasst ein zweizeiliger gereimter Merkvers das Dargestellte kurz und einprägsam zusammen. So heißt es auf der Tafel 6 bei der Geburt Christi und der Anbetung der Hirten: Christus geborn in windlen gwunden. / Ind Kripp gelegt von hirten gfunden. Der Kommentar auf Tafel 98 zum Besuch Jesu bei Marta und Maria lautet: Martha dient Jhesu eüszerlich / Maria sahe vffs innerlich. Auf den Ecken der Tafelumrahmungen sind kreisförmige dunkle Scheiben aus Pappmaché angebracht, auf denen in heller Schrift ebenfalls Texte von Beringer eingefügt sind.
Die nachfolgende Auflistung beschreibt die Bilder nach der gebräuchlichen Nummerierung von Harry Kieser. Sie beginnt beim linken Flügel der geschlossenen Schauseite, endet bei der Bekrönung des Retabels und den Standflügeln und verläuft bei den ersten drei Schauseiten in Leserichtung von links oben nach rechts unten. Obwohl die Motive auf der Bekrönung und den Standflügeln chronologisch vor den übrigen Darstellungen anzusetzen sind, werden sie zum Schluss nummeriert, um die Parallelen zum Mömpelgarder Altar deutlich werden zu lassen, der diese Tafeln nicht hat.
Die Bekrönung zeigt drei Motive aus dem Alten Testament: die Erschaffung des Menschen, seinen Sündenfall und die Vertreibung aus dem Paradies. Auf den Standflügeln wird durch die Darstellung des Stammbaums Jesu eine Verbindungslinie von der Erschaffung Adams zur Geburt des Erlösers Jesus Christus gezeigt. Danach folgen in chronologischer Reihenfolge auf 157 Tafeln Szenen aus dem Leben Jesu: ein Versuch die vier Evangelien und die beiden ersten Kapitel der Apostelgeschichte in Wort und Bild möglichst vollständig wiederzugeben.

### Bekrönung des Retabels
Die Bekrönung ist bei allen Schauseiten sichtbar.
- 159 Sündenfall (Gen 2,7-9 EU) (Gen 3,1-7 EU)
- 158 Erschaffung Adams (Gen 2,7-9 EU) / Das „Wort“ und seine Fleischwerdung (Joh 1,1-14 EU)
- 160 Vertreibung aus dem Paradies (Gen 3,12-24 EU)

### Standflügel
Die Standflügel waren nur bei geschlossener Schauseite zu sehen.
- 161 Linker Flügel: Stammbaum Christi von der Erschaffung Adams bis zum Bau des Tempels Salomos (Lk 3,23-38 EU)
- 162 Rechter Flügel: Stammbaum Christi von der Wurzel Jesse bis zu Maria mit dem Jesuskind (Mt 1,1-17 EU)

### Schauseite mit geschlossenen Flügeln
1. Die Ankündigung der Geburt Johannes des Täufers durch einen Engel (Lk 1,5-20 EU) (rechter Rand) / Der stumm gewordene Zacharias steht vor dem Volk (Lk 1,21-22 EU)
2. Die Ankündigung der Geburt Jesu (Lk 1,26-38 EU)
3. Besuch der Maria bei Elisabeth mit Lobgesang der Maria (Lk 1,39-56 EU)
4. Ein Engel ermahnt Josef im Traum, Maria als seine Frau zu sich zu nehmen (Mt 1,18-21 EU) / Verlobung Marias mit Josef (Mt 1,24 EU) (Hintergrund rechts)
5. Die Geburt Johannes des Täufers (Lk 1,57-58 EU) / Zacharias schreibt den Namen Johannes (Lk 1,59-64 EU) (Hintergrund links)
6. Verkündigung an die Hirten (Lk 2,8-13 EU) (Hintergrund links) / Die Geburt Jesu mit der Anbetung der Hirten (Lk 2,1-16 EU)
7. Die Beschneidung Jesu (Lk 2,21 EU) / Ankunft der drei Weisen aus dem Morgenland (Mt 2,1-8 EU) (Hintergrund rechts)
8. Die Anbetung der Könige (Mt 2,9-11 EU)
9. Darstellung Jesu im Tempel (Lk 2,22-24 EU) (linke Bildhälfte) / Lobgesang des Simeon (Lk 2,25-35 EU) (rechte Bildhälfte)
10. Ein Engel mahnt Josef im Traum, mit seiner Familie nach Ägypten zu fliehen (Mt 2,13 EU) (Mittelgrund) / Die Flucht nach Ägypten (Mt 2,14 EU) (Mittelgrund rechts) / Der Kindermord des Herodes (Mt 2,16 EU)
11. Ein Engel rät Josef im Traum, nach Israel zurückzukehren (Mt 2,19-20 EU) (Mittelgrund rechts) / Die Rückkehr von Ägypten nach Nazareth (Mt 2,21-23 EU) (Mittelgrund) / Die Heilige Familie bei der Arbeit
12. Jesus geht mit seinen Eltern nach Jerusalem (Lk 2,41-42 EU) (Hintergrund links) / Der zwölfjährige Jesus im Tempel (Lk 2,43-49 EU)
13. Johannes der Täufer predigt in der Wüste (Mt 3,1-4 EU) / Johannes tauft im Jordan (Mt 3,5-6 EU) (Mittelgrund links)
14. Bußpredigt des Johannes: Von der Axt an der Wurzel des Baumes (Mt 3,7-10 EU)
15. Johannes predigt den Zöllnern und Soldaten: Wer zwei Gewänder hat, der gebe eines davon dem, der keines hat (Lk 3,11-14 EU)
16. Das Zeugnis Johannes des Täufers über sich und Christus (Joh 1,19-27 EU)
17. Jesu Taufe im Jordan (Mt 3,13-17 EU)
18. Die Versuchung Jesu in der Wüste (Mt 4,1-4 EU) / Die Versuchung Jesu auf dem Tempeldach (Mt 4,5-7 EU) (Mittelgrund rechts) / Die Versuchung Jesu auf einem hohen Berg (Mt 4,8-9 EU) (Mittelgrund links)
19. Johannes der Täufer weist Andreas auf Jesus hin (Joh 1,35-36 EU) (Mittelgrund links) / Andreas und Simon Petrus werden zu Jüngern Jesu (Joh 1,40-42 EU)
20. Jesus beruft Philippus (Joh 1,43-44 EU) / Philippus bringt Nathanael zu Jesus (Joh 1,45-50 EU) (Mittelgrund rechts)
21. Jesus lehrt das Volk vom Boot aus (Lk 5,1-3 EU) / Der reiche Fischzug des Petrus (Lk 5,4-7 EU) (Mittelgrund) / Berufung von Jakobus und Johannes (Mt 4,21-22 EU) (Mittelgrund rechts)
22. Die Hochzeit zu Kana (Joh 2,1-10 EU)
23. Jesus lehrt und heilt in Galiläa (Mt 4,23-25 EU)
24. Jesus tauft in Judäa (Joh 3,22 EU) / Das letzte Zeugnis Johannes des Täufers von Jesus (Joh 3,25-30 EU) (Mittelgrund rechts)

### Schauseite nach Öffnung des ersten und zweiten Flügelpaars

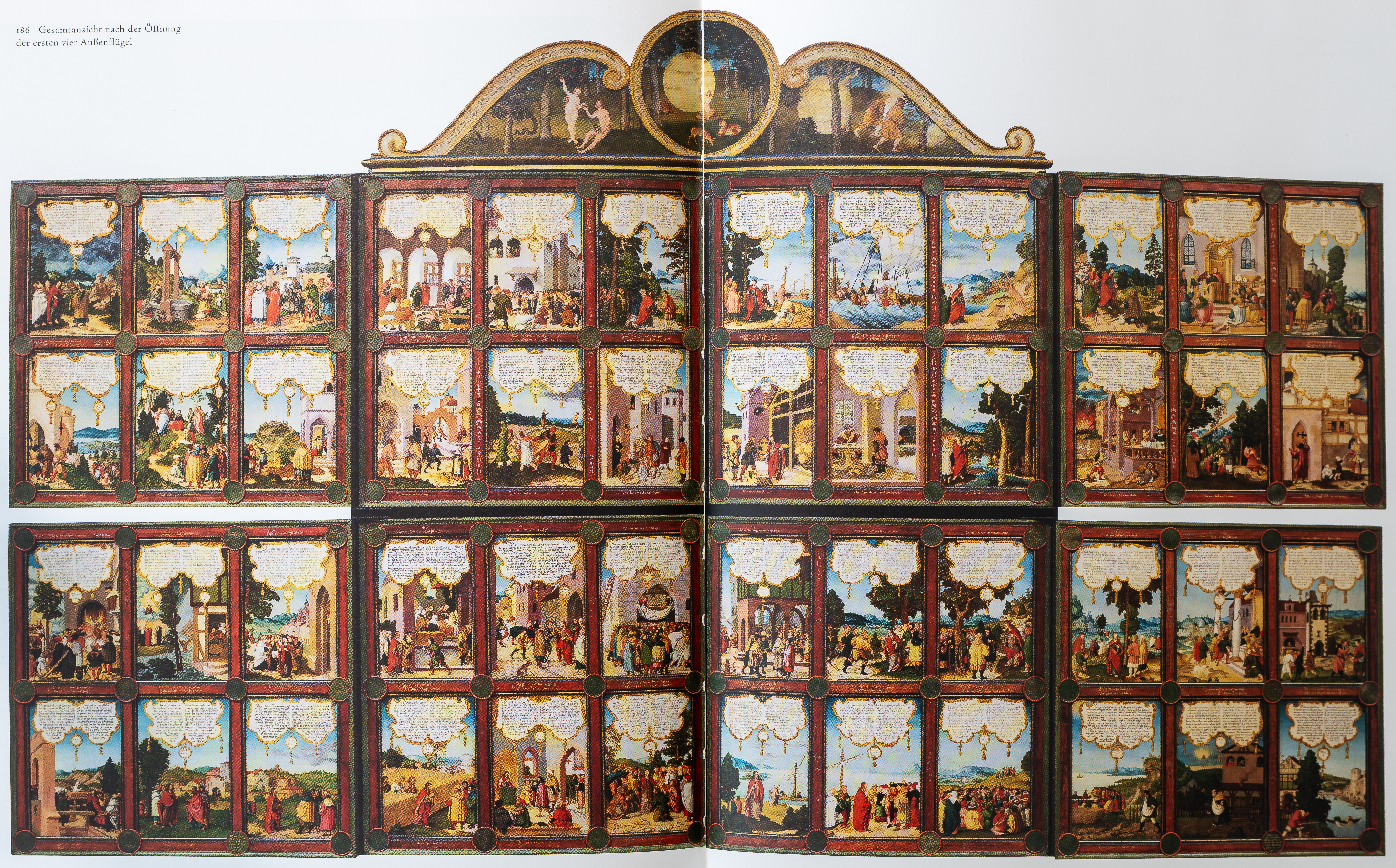
Gothaer Tafelaltar - Erster Öffnungszustand

1. Jesus im Gespräch mit Nikodemus (Joh 3,1-7 EU)
2. Jesus und die Samariterin am Jakobsbrunnen (Joh 4,5-19 EU)
3. Der Hauptmann von Kapernaum (Mt 8,5-13 EU)
4. Heilung eines Besessenen in Kapernaum (Mk 1,21-27 EU)
5. Jesus heilt im Haus des Petrus dessen Schwiegermutter (Mk 1,29-31 EU) (Mittelgrund) / Jesus heilt Kranke und Besessene (Mk 1,32-34 EU)
6. Jesus in Kapernaum – Rückzug und Aufbruch (Mk 1,35-39 EU)
7. Vom Ernst der Nachfolge Jesu: Die Hand am Pflug (Lk 9,57-62 EU)
8. Die Stillung des Sturms (Mt 8,23-27 EU)
9. Die Heilung des besessenen Gadareners, bei der die Dämonen in eine Schweineherde fahren (Lk 8,26-39 EU)
10. Die Heilung eines Aussätzigen (Lk 5,12-15 EU) / Jesus geht an einen einsamen Ort um zu beten (Lk 5,16 EU) (Mittelgrund rechts)
11. Jesus lehrt in Nazareth (Lk 4,16-22 EU)
12. Die Verstoßung Jesu aus Nazareth (Lk 4,25-30 EU)
13. Herodes wirft Johannes den Täufer ins Gefängnis (Mk 6,17-20 EU) (linke Bildhälfte) / Der Beginn des Wirkens Jesu in Galiläa (Mt 4,10-14 EU) (rechte Bildhälfte)
14. Bergpredigt – Die Seligpreisungen (Mt 5,1-12 EU)
15. Bergpredigt – Vom Salz und Licht (Mt 5,13-16 EU) (linke Bildhälfte) / Jesu Stellung zum Gesetz (Mt 5,17-18 EU) (rechte Bildhälfte)
16. Bergpredigt – Von der Versöhnung (Mt 5,23-24 EU) (links vorne) / Vom Töten und anderen Sünden (Mt 5,21-36 EU) (rechte Bildhälfte)
17. Bergpredigt – Vom Verzichten auf Widerstand (Mt 5,38-40 EU) / Vom Almosengeben (Mt 5,42 EU) (vorne rechts) / Von der Wegbegleitung (Mt 5,41 EU) (Mittelgrund rechts)
18. Bergpredigt – Warnungen vor heuchlerischem Verhalten: beim Almosengeben (Mt 6,1-4 EU) / beim Beten (Mt 6,5-6 EU) (vorne rechts) / beim Fasten (Mt 6,16-18 EU) (Mittelgrund rechts)
19. Ablehnung der Erbteilung (Lk 12,13-15 EU) / Das Gleichnis vom reichen Kornbauern (Lk 12,16-21 EU) (Mittelgrund)
20. En reicher Mann fordert Rechenschaft von seinem unehrlichen Verwalter (Lk 16,1-2 EU) / Der Verwalter hilft den Schuldnern seines Herrn (Lk 16,3-9 EU) (Mittelgrund rechts)
21. Bergpredigt – Vom Schätzesammeln und der rechten Sorge (Mt 6,24-34 EU)
22. Das Gleichnis vom reichen Mann und armen Lazarus: ihr Leben (Lk 16,19-21 EU) / ihr Sterben (Lk 16,22 EU) (Mittelgrund) / ihr Aufenthalt im Jenseits (Lk 16,22-23 EU) (Hintergrund links)
23. Bergpredigt – Vom Richten (Mt 7,3-5 EU) / Von der Entweihung des Heiligen (Mt 7,6 EU) (vorne rechts) / Die Frage des Maßes (Mt 7,1-2 EU) (Mittelgrund)
24. Bergpredigt – Vom Bitten und Anklopfen um Mitternacht (Lk 11,5-10 EU) (vorne links) / Vom Bitten um Brot, Fisch und Ei (Mt 7,9-10 EU), (Lk 11,12 EU) (vorne rechts) / Vom Bitten um den Heiligen Geist (Lk 11,13 EU) (Hintergrund)
25. Bergpredigt – Vom schmalen und vom breiten Weg und den falschen Propheten (Mt 7,13-20 EU)
26. Bergpredigt –Vom Hausbau (Mt 7,24-27 EU) (rechte Bildhälfte) / Vom Erfüllen des Willens des Vaters (Mt 7,21-23 EU) (linke Bildhälfte)
27. Jaïrus bittet Jesus (Mk 5,21-23 EU) (linker Rand) / Heilung der blutflüssigen Frau (Mk 5,24-34 EU)
28. Jaïrus erfährt vom Tod seiner Tochter (Mk 5,35-36 EU) / Auferweckung der Tochter des Jairus (Mk 5,37-43 EU) (Mittelgrund)
29. Die Heilung zweier Blinder (Mt 9,27-31 EU)
30. Die Heilung eines Gelähmten (Der Gichtbrüchige) / Der Gelähmte geht mit seinem Bett nachhause (vorne rechts) (Mt 9,1-7 EU)
31. Die Berufung des Matthäus (Mt 9,9 EU) (linker Rand) / Das Mahl mit den Zöllnern und die Fastenfrage (Mt 9,10-17 EU)
32. Heilung eines besessenen Stummen (Mt 9,32-34 EU)
33. Rede Jesu: Sünde gegen den Heiligen Geist, vom Baum und seinen Früchten (Mt 31-37 EU)
34. Jesus heilt Kranke (Mk 6,5 EU) / Die Aussendung der zwölf Apostel (Mk 6,6-13 EU)
35. Ermutigung zum Ausharren in Verfolgung (Mt 10,16-28 EU)
36. Aufnahme um Jesu willen (Mt 10,40-42 EU) (vorne rechts) / Entzweiung um Jesu willen: Gleichnis vom Turmbau (Lk 14,25-30 EU) (linke Bildhälfte) / Gleichnis vom Kriegführen (Lk 14,31-32 EU) (Mittelgrund rechts)
37. Auferweckung des Jünglings von Naïn (Lk 7,11-16 EU)
38. Die Anfrage Johannes des Täufers bei Jesus und dessen Antwort (Lk 7,18-27 EU)
39. Jesu Zeugnis über Johannes den Täufer (Lk 7,28-35 EU)
40. Das Ährenraufen der Jünger am Sabbat (Mt 12,1-6 EU)
41. Die Heilung eines Mannes am Sabbat (Mt 12,9-14 EU)
42. Jesus heilt Kranke und Besessene und wird als Sohn Gottes bezeichnet (Mk 3,7-12 EU)
43. Jesu Weheruf über galiläische Städte und Lobpreisung des Vaters (Mt 11,20-27 EU)
44. Die Zeichenforderung der Pharisäer (Mt 12,38-42 EU)
45. Jesu wahre Verwandte (Lk 8,19-21 EU) / Jesus zieht mit den Aposteln und einigen Frauen weiter (Lk 8,1-3 EU) (Mittelgrund rechts)
46. Jesus lehrt das Volk vom Boot aus (Mk 4,1-2 EU) (Mittelgrund) / Das Gleichnis vom Sämann (Mk 4,3-9 EU)
47. Das Gleichnis vom Unkraut unter dem Weizen (Mt 13,24-30 EU)
48. Jesus erzählt Gleichnisse über das Himmelreich (Mittelgrund links) / Das Gleichnis vom Schatz im Acker (Mt 13,44 EU) (vorne links) / Das Gleichnis von der kostbaren Perle (Mt 13,45-46 EU) (Mittelgrund rechts) / Das Gleichnis vom Fischnetz (Mt 13,47-48 EU) (vorne rechts) / Gleichnis vom Hausvater (Mt 13,51-52 EU) (Mittelgrund, rechter Rand)

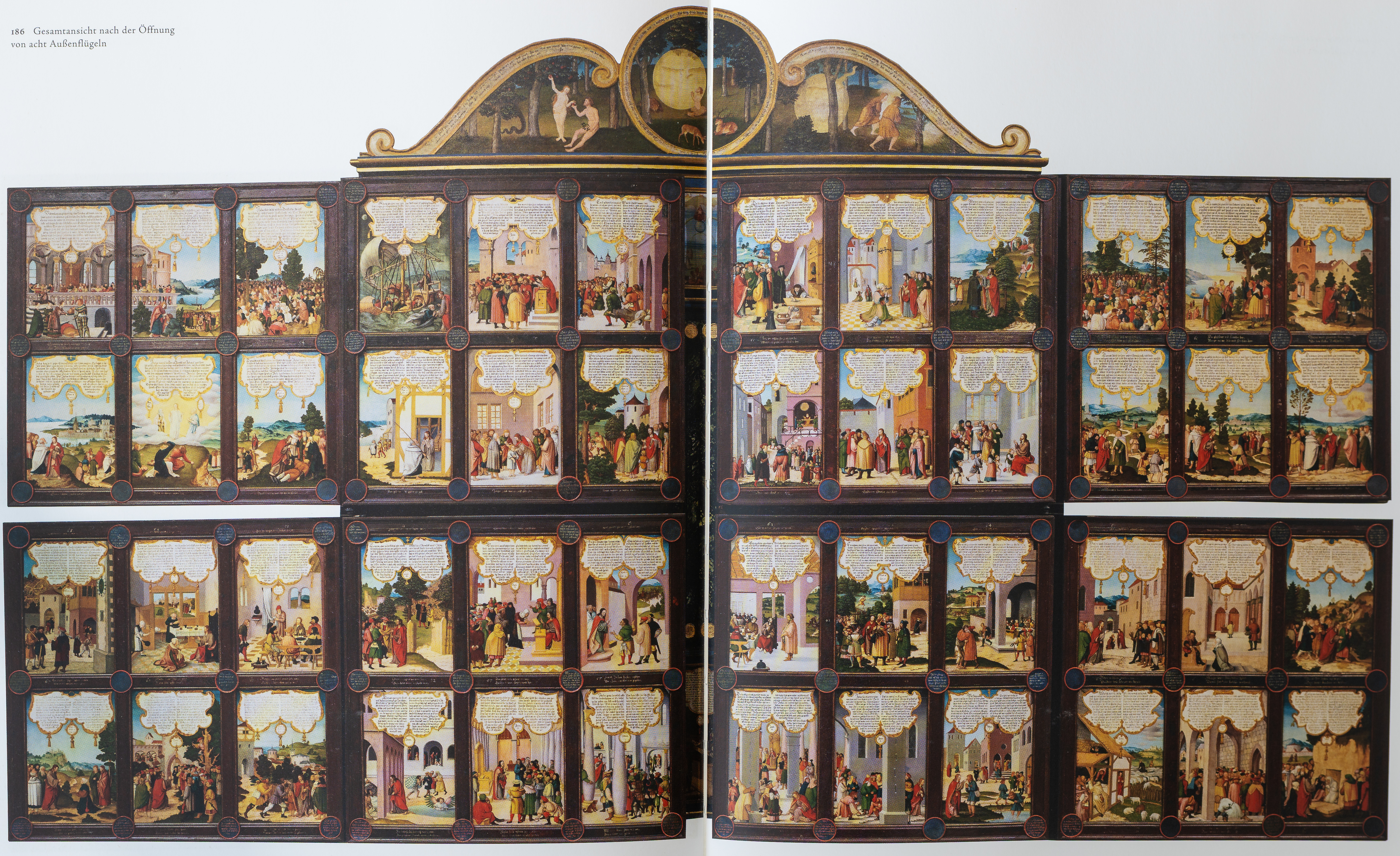
Gothaer Tafelaltar - Zweiter Öffnungszustand

### Schauseite nach Öffnung des dritten und vierten Flügelpaars
1. Tanz der Salome beim Gastmahl des Herodes (Mk 6,21-23 EU) (Hintergrund) / Der Henker übergibt das abgeschlagene Haupt Johannes des Täufers der Tochter der Herodias (Mk 6,24-28 EU)
2. Gedanken des Herodes über Jesus (Mk 6,14-20 EU) (Mittelgrund links) / Die Jünger Jesu heilen Kranke und Besessene (Mk 6,13 EU)
3. Die Speisung der Fünftausend (Joh 6,5-13 EU)
4. Jesus und der sinkende Petrus auf dem See (Mt 14,22-32 EU)
5. Rede Jesu in der Synagoge von Kafarnaum: Er bezeichnet sich als das Brot des Lebens (Joh 6,28-40 EU)
6. Krankenheilungen in Genezareth (Mk 6,53-56 EU)
7. Von Reinheit und Unreinheit (Mt 15,1-20 EU) / Gleichnis vom Blindensturz (Mt 15,14 EU) (Hintergrund)
8. Die kanaanäische Frau bittet Jesus um Hilfe für ihre Tochter (Mt 15,21-24 EU) (Mittelgrund links) / Jesus heilt die Tochter der kanaanäischen Frau (Mt 15,25-28 EU)
9. Heilung eines Taubstummen (Mk 7,31-37 EU) / Weitere Krankenheilungen auf einem Berg (Mt 15,29-31 EU) (Mittelgrund)
10. Die Speisung der Viertausend (Mk 8,1-9 EU)
11. Die Zeichenforderung der Pharisäer und Sadduzäer (Mt 16,1-4 EU)
12. Die Heilung eines Blinden bei Betsaida (Mk 8,22-26 EU)
13. Das Christusbekenntnis des Petrus (Schlüsselübergabe) (Mt 16,13-20 EU) / Christus wandert mit den Aposteln nach Jerusalem (vorne rechts)
14. Die Verklärung Jesu auf dem Berg Tabor (Mt 17,1-6 EU)
15. Jesus kommt vom Berg Tabor (Mt 17,14 EU) (Mittelgrund links) / Ein Vater kommt mit seinem epileptischen Sohn zu den Aposteln (Mt 17,16 EU) (vorne links) / Die Heilung des epileptischen Knaben (Mt 17,14-18 EU)
16. Befragung des Petrus durch die Steuereintreiber (Mt 17,24 EU) (Mittelgrund) / Von der Zahlung der Tempelsteuer (Mt 17,24-27 EU) / Petrus fängt den Fisch mit der Steuermünze (Mt 17,27 EU) (linker Rand)
17. Der Rangstreit der Jünger (Mt 18,1-9 EU)
18. Ein Fremder treibt in Christi Namen Dämonen aus (Mk 9,38 EU) (linke Bildhälfte) / Gespräch mit Jesus über den fremden Wundertäter (Mk 9,38-40 EU)
19. Von den Bruderpflichten (Mt 18,15-22 EU) / Gleichnis vom Schalksknecht (Mt 18,23-35 EU) (Mittelgrund)
20. Von Ehe, Ehescheidung, Ehelosigkeit (Mt 19,1-12 EU)
21. Jesus segnet die Kinder (Mk 10,13-16 EU)
22. Aussendung der zweiundsiebzig (siebzig) Jünger (Lk 10,1-16 EU) / Rückkehr der Jünger (Lk 10,17-24 EU) (vorne links)
23. Der reiche Jüngling (Lk 18,18-23 EU) / Gleichnis vom Nadelöhr (Lk 18,24-29 EU) (Mittelgrund rechts)
24. Der Lohn der Nachfolge (Mt 19,27-30 EU)
25. Das Gleichnis von den Arbeitern im Weinberg (Mt 20,1-16 EU)
26. Ablehnung Jesu in einem samaritischen Dorf (Lk 9,51-56 EU) (Hintergrund) / Christus bei Maria und Marta (Lk 10,38-42 EU)
27. Weheruf gegen die Pharisäer und Schriftgelehrten (Lk 11,37-42 EU)
28. Untergang der Galiläer: Mahnung zur Umkehr (Lk 13,1-3 EU) / Der Turm von Siloah (Lk 13,4-5 EU) (Mittelgrund links) / Das Gleichnis vom Feigenbaum ohne Früchte (Lk 13,6-9 EU) (rechte Bildhälfte)
29. Die Heilung einer verkrümmten Frau am Sabbat (Lk 13,10-16 EU)
30. Die Feindschaft des Herodes und Jesu Klage über Jerusalem (Lk 13,31-34 EU)
31. Die Heilung eines Wassersüchtigen am Sabbat (Lk 14,1-4 EU) / Von Rangordnung und Auswahl der Gäste (Lk 14,7-11 EU) (Mittelgrund links) / Der in den Brunnen gefallene Ochse (Lk 14,5 EU) (rechter Rand)
32. Jesus erzählt Gleichnisse / Vom verlorenen Schaf (Lk 15,1-7 EU) (Mittelgrund links) / Vom verlorenen Groschen (Lk 15,8-10 EU) (2 Szenen am rechten Rand)
33. Vom verlorenen Sohn: Verprassen des Erbteils (Lk 15,11-13 EU) (Hintergrund) / Beim Schweinehüten (Lk 15,14-19 EU) (Mittelgrund links) / Versöhnung mit dem Vater (Lk 15,20-21 EU) / Festmahl (Lk 15,22-24 EU) (Mittelgrund rechts) / Der Zorn des älteren Bruders (Lk 15,25-31 EU) (rechts vorne)
34. Die zehn Aussätzigen: Jesus heilt sie (Lk 17,11-14 EU) / Nur einer bedankt sich (Lk 17,15-19 EU) (Mittelgrund)
35. Von der bittenden Witwe (Lk 18,1-8 EU) / Vom Pharisäer und Zöllner (Lk 18,9-14 EU) (Mittelgrund)
36. Die dritte Ankündigung von Jesu Leiden und Auferstehung (Lk 18,31-34 EU)
37. Vom Herrschen und vom Dienen (Die Söhne des Zebedäus) (Mt 20,20-28 EU)
38. Begegnung Jesu mit dem Zöllner Zachäus, der auf einen Baum geklettert ist (Lk 19,1-5 EU) / Jesus im Haus des Zachäus (Lk 19,6-10 EU) (Mittelgrund links)
39. Die Heilung zweier Blinder (Mt 20,29-34 EU)
40. Die Heilung eines Kranken am Teich Bethesda (Joh 5,1-9 EU) / Der Geheilte im Gespräch mit den Juden (Joh 5,10-11 EU) (Mittelgrund rechts)
41. Der Streit im Hohen Rat um Jesus auf dem Laubhüttenfest (Joh 7,37-53 EU)
42. Jesu Auftreten im Tempel beim Laubhüttenfest (Joh 7,10-30 EU)
43. Jesus lehrt im Tempel (Joh 8,12-20 EU) (Hintergrund) / Jesus und die Ehebrecherin (Joh 8,1-11 EU)
44. Nach einem Gespräch über Abraham entzieht sich Jesus einer drohenden Steinigung (Joh 8,31-59 EU)
45. Die Heilung eines Blindgeborenen am Sabbat: Jesus streicht seine Augen ein (Joh 9,6 EU) / Der Blinde wäscht sich und wird sehend (Joh 9,7 EU) (vorne rechts) / Im Gespräch mit den Nachbarn (Joh 9,8-12 EU) (Mittelgrund rechts) / Nach einem Gespräch mit den Pharisäern wird er verstoßen (Joh 9,13-34 EU) (Hintergrund rechts) / Jesus trifft den ehemals Blinden erneut (Joh 9,35-39 EU) (Hintergrund links) /
46. Gleichnis vom guten Hirten: Jesus in der Eingangstür des Schafstalls (Joh 10,1-21 EU) (Mitte) / Menschen brechen in den Schafstall ein (Joh 10,1 EU) (vorne links) / Ein Hirt flieht vor einem Wolf (Joh 10,12-13 EU) (Mittelgrund rechts)
47. Streitgespräch beim Tempelweihfest in Jerusalem (Joh 10,22-39 EU)
48. Martas Schwester Maria trifft Jesus (Joh 11,28-32 EU) (Mittelgrund links) / Auferweckung des Lazarus (Joh 11,1-45 EU)

### Schauseite nach Öffnung des fünften und sechsten Flügelpaars
Bei dieser Schauseite ist die chronologische Reihenfolge etwas anders. Den Anfang machen die zwei linken Flügel. Dann folgt der Mittelteil mit der unteren Reihe, gefolgt von der oberen und zuletzt der mittleren Reihe. Auf den beiden rechten Flügeln wird die Szenenfolge fortgesetzt und zu Ende geführt.

#### Die zwei linken Flügel
1. Der Todesbeschluss des Hohen Rates gegen Jesus (Joh 11,47-57 EU) / Jesus zieht sich nach Efraim zurück (Joh 11,54 EU) (Hintergrund)
2. Die Salbung Jesu in Bethanien durch eine Sünderin Bethanien (Lk 7,36-50 EU)
3. Der Einzug in Jerusalem (Lk 19,28-40 EU)
4. Die Tempelreinigung (Mk 11,15-18 EU)
5. Der Lobpreis der Kinder (Mt 21,15-16 EU) (linke Bildhälfte) / Die Zeichenforderung der Juden (Joh 2,18-22 EU) (rechte Bildhälfte)
6. Einige Griechen bitten Philippus, sie zu Jesus zu bringen (Joh 12,20-21 EU) (Hintergrund) / Die Ankündigung der Verherrlichung Jesu (Joh 12,20-28 EU)
7. Jesu letzter Aufruf zum Glauben (Joh 12,44-50 EU) / Jesu Rückkehr nach Bethanien (Mt 21,17 EU) (Hintergrund rechts)
8. Der verdorrende Feigenbaum (Mt 21,18-22 EU)
9. Die Frage nach Jesu Vollmacht (Mt 21,23-27 EU)
10. Gleichnis von den zwei ungleichen Söhnen (Mt 21,28-32 EU)
11. Das Gleichnis von den bösen Weingärtnern (Mt 21,33-41 EU)
12. Das Gleichnis vom Eckstein (Mt 21,42-44 EU)

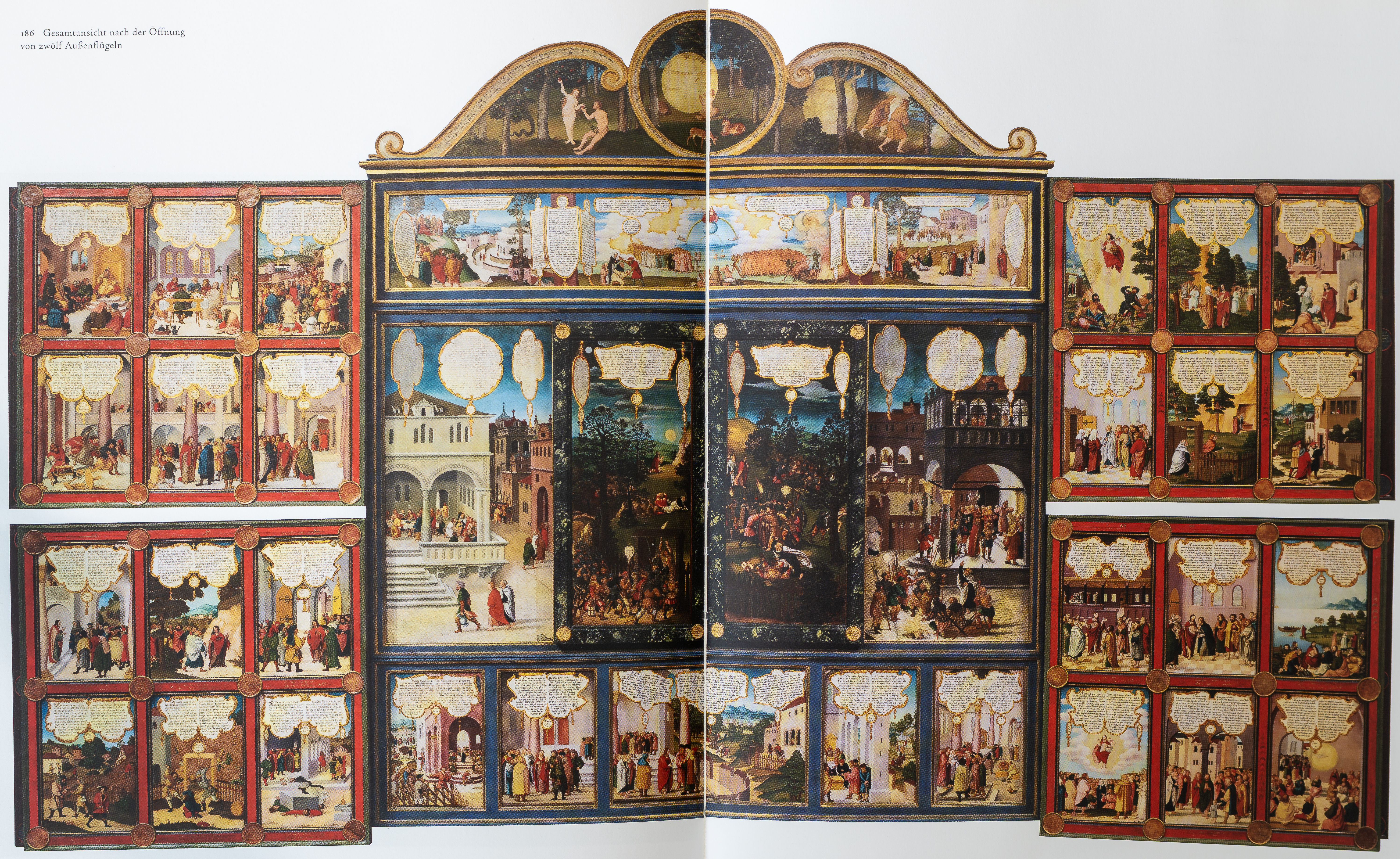
Gothaer Tafelaltar - Dritter Öffnungszustand

#### Der Mittelteil

##### Untere Reihe
- 133. Das Gleichnis vom königlichen Hochzeitsmahl: Absagen und Bestrafung der geladenen Gäste (Mt 22,1-7 EU) (Mittelgrund links) / Einladung von Menschen von der Straße (Mt 22,8-10 EU) (vorne links) / Hinauswurf des Gastes ohne Hochzeitsgewand (Mt 22,11-14 EU) (Mittelgrund rechts)
- 134. Die Frage der Pharisäer an Jesus wegen der Steuerzahlung an den Kaiser (Mt 22,15-22 EU)
- 135. Die Frage nach dem höchsten Gebot (Mt 22,34-40 EU) / Die Frage der Sadduzäer wegen der Auferstehung der Toten (Mt 22,23-33 EU) (Mittelgrund links) / Das Gleichnis vom barmherzigen Samariter (Lk 10,30-37 EU) (rechte Bildhälfte)
- 136. Predigt Jesu gegen die Schriftgelehrten und Pharisäer (Mt 23,1-22 EU)
- 137. Die Gabe der armen Witwe (Mk 12,41-44 EU) / Predigt Jesu gegen die Schriftgelehrten und Pharisäer (Mt 23,23-39 EU) (Mittelgrund links) / Jesus geht zum Ölberg (Mk 13,1-3 EU) (rechte Bildhälfte)

##### Obere Reihe
- 138. Ankündigung der Zerstörung des Tempels (Mt 24,1-2 EU) (linker Bildabschnitt, vorne) / Christi Wehklage über Jerusalem und Weissagungen über die Endzeit (Mt 24,3-28 EU) (linker Bildabschnitt, Mittelgrund) / Jüngstes Gericht (Mt 24,29-36 EU) (mittlerer Bildabschnitt) / Werke der Barmherzigkeit (Mt 25,35-45 EU) (mittlerer Bildabschnitt, vorne) / Das Gleichnis von den klugen und törichten Jungfrauen (Mt 25,1-13 EU) (rechter Bildabschnitt, vorne) / Das Gleichnis von den anvertrauten Geldern (Mt 25,14-30 EU) (rechter Bildabschnitt, Hintergrund)

##### Mittlere Reihe
- 139. Die Vorbereitung des Passahmahles (Lk 22,7-13 EU) / Die Fußwaschung (Joh 13,1-20 EU) (Mittelgrund links) / Das letzte Abendmahl mit Ankündigung der Auslieferung Jesu durch Judas (Joh 13,21-30 EU) (Mittelgrund links außen) / Judas geht zur Gruppe bewaffneter Männer, die Jesus ergreifen sollen (Hintergrund rechts) / Jesus macht sich auf den Weg zum Ölberg (Lk 22,39 EU) (Mittelgrund rechts)
- 140. Jesus im Garten Gethsemane (Mt 26,36-47 EU)
- 141. Die Gefangennahme Jesu (Joh 18,1-11 EU): Die Bewaffneten treffen auf Jesus und weichen zurück (Joh 18,4-6 EU) (Hintergrund) / Der Judaskuss (Mk 14,44-46 EU) (Mittelgrund links) / Der fliehende Jünger (Mk 14,50-52 EU) (Mittelgrund rechts) / Petrus schlägt Malchus mit seinem Schwert das rechte Ohr ab (Joh 18,10-11 EU)
- 142. Verhandlung vor Hannas (Joh 18,12-24 EU) (Hintergrund links) / Jesus vor dem Hohen Rat, der Hohepriester zerreißt sein Gewand (Mt 26,57-68 EU) (Mittelgrund rechts) / Jesus wird von Petrus verleugnet (Joh 18,15-18 EU) / Reue des Petrus (Mt 26,73-75 EU) (Mittelgrund links)

#### Die zwei rechten Flügel
1. Auferstehung Jesu (Mk 16,6 EU) / Die Frauen kommen zum leeren Grab (Mt 28,1-6 EU) (Mittelgrund links)
2. Jesus erscheint nach seiner Auferstehung Maria Magdalena (Joh 20,11-17 EU) / Die Frauen am leeren Grab (Lk 24,1-8 EU) (Mittelgrund rechts)
3. Jesus erscheint den Frauen (Mt 28,9-10 EU) / Die Bestechung der Wachen durch Hohepriester (Mt 28,11-15 EU) (Hintergrund)
4. Die Frauen berichten den Aposteln von der Begegnung mit Jesus (Lk 24,9-11 EU)
5. Petrus und der andere Jünger gehen zum Grab (Joh 20,3-5 EU) / Petrus tritt als Erster ans Grab (Joh 20,6-8 EU) (Mittelgrund rechts)
6. Der Gang nach Emmaus: Jesus begleitet zwei Jünger (Lk 24,13-27 EU) (Mittelgrund links) / Die Jünger bitten ihn zu bleiben (Lk 24,28-29 EU) / Die Jünger erkennen ihn beim Brotbrechen (Lk 24,30-32 EU) (rechts oben)
7. Jesus erscheint den Jüngern und zeigt seine Wundmale (Joh 20,19-23 EU) / Jesus speist mit den Jüngern (Lk 24,41-49 EU) (Hintergrund links)
8. Jesus erscheint dem Thomas (Joh 20,24-29 EU)
9. Erscheinung des Auferstandenen am See Tiberias (Joh 21,1-8 EU) (Mittelgrund links) / Jesus speist mit den Jüngern (Joh 21,9-13 EU) / Jesu Auftrag an Petrus und dessen Frage nach dem Schicksal des Apostels Johannes (Joh 21,15-23 EU) (Mittelgrund rechts)
10. Die Himmelfahrt Jesu (Mk 16,14-19 EU)
11. Wahl des Matthias zum Apostel (Apg 1,15-26 EU)
12. Das Pfingstwunder (Apg 2,1-12 EU)

### Schauseite nach Öffnung des kleinen siebten Flügelpaars im Mittelteil

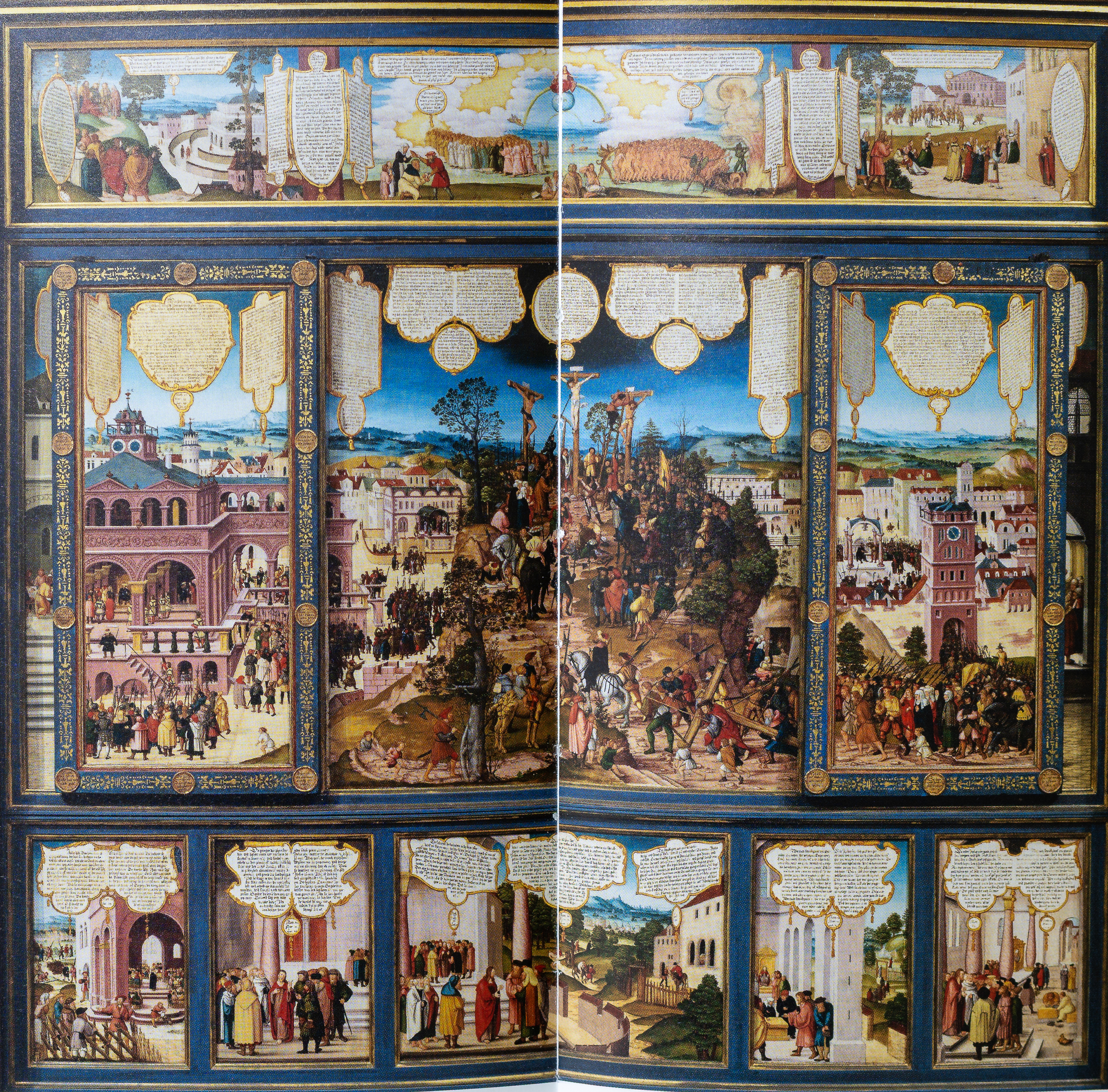
Der Mittelteil mit den geschlossenen Flügeln

Mit der Öffnung des kleinen Flügelpaars wird nur die mittlere Reihe des Mittelteils verdeckt, alle anderen Bilder der vierten Schauseite bleiben sichtbar. Hier geht die Reihenfolge vom linken Bild über das rechte zur Mitte. Die nun sichtbaren Motive bilden die Fortsetzung der mittleren Reihe der vorherigen Schauseite, liegen also zeitlich vor den Ereignissen der zwei rechten Flügel.
- 143. Jesu Verhandlung vor Pilatus und dem Volk, das die Freilassung von Barabbas fordert, der im Gefängnis ist (Mt 27,11-26 EU) (mehrere Szenen) / Geißelung Jesu (Joh 19,1 EU) (Mittelgrund rechts) / Dornenkrönung und Verspottung Jesu (Joh 19,2-3 EU) (Mittelgrund rechter Rand)
- 145. Der Tod des Judas (Mt 27,3-10 EU) (in der Hintergrundlandschaft links) / Ecce Homo (Joh 19,1-6 EU) (Mittelgrund links) / Jesus vor Herodes (Lk 23,6-11 EU) (Hintergrund links) / Simon von Cyrene hilft Jesus das Kreuz tragen (Mt 27,32 EU) (Vordergrund rechts) / Jesu Tod am Kreuz (Prüfung durch Lanzenstich) (Joh 19,31-37 EU) / Grablegung Jesu (Joh 19,38-42 EU) (Mittelgrund rechts)
- 144. Pilatus verurteilt Jesus zum Tod am Kreuz und wäscht seine Hände als Zeichen der Unschuld (Mt 27,24-26 EU) (Mittelgrund links) / Jesus auf dem Weg nach Golgota (Mk 15,20 EU)